# Acyphoderes dehiscens
Acyphoderes dehiscens là một loài bọ cánh cứng trong họ Cerambycidae.